# Roswitha Hartl
Roswitha Hartl, née le 15 septembre 1962 à Leoben, est une judokate autrichienne.

## Carrière
Roswitha Hartl concourt dans la catégorie des moins de 66 kg.
Aux Championnats d'Europe féminins de judo 1984 à Pirmasens et aux Championnats d'Europe féminins de judo 1985 à Landskrona, elle remporte la médaille d'argent dans sa catégorie. Elle est médaillée d'argent toutes catégories aux Championnats d'Europe féminins de judo 1986 à Londres. 
Elle obtient une médaille de bronze aux Championnats du monde de judo 1987 à Essen ainsi qu'aux Championnats d'Europe de judo 1988 à Pampelune.
Elle participe au tournoi de démonstration de judo aux Jeux olympiques d'été de 1988 à Séoul ; éliminée en demi-finales par la Japonaise Hikari Sasaki, elle remporte les repêchages sur ippon contre l'Algérienne Samia Hachemi, et termine donc à la troisième place.
Elle obtient une médaille de bronze aux Championnats d'Europe par équipes de judo en 1989 à Vienne.